# James B. Sheffield Olympic Skating Rink
Der James B. Sheffield Olympic Skating Rink ist eine Freiluft-Eisschnelllaufbahn in der US-amerikanischen Stadt Lake Placid im Bundesstaat New York.

## Geschichte
Das Stadion wurde anlässlich der Olympischen Winterspiele 1932 an Lake Placid errichtet. Neben den Wettbewerben im Eisschnelllauf wurden auch sechs der zwölf Spiele des olympischen Eishockeyturniers im Innenraum des Ovals ausgetragen. Des Weiteren war das Stadion der Start- und Zielbereich der Skilanglaufwettkämpfe und diente als Olympiastadion der Spiele, wo die Eröffnungs- und Abschlussfeier abgehalten wurden. Neben der Eisbahn befand sich eine Tribüne, die 7500 Personen Platz bot und nach den Spielen wieder abgerissen wurde. Zwei Wochen nach den Spielen fand auf der Eisbahn die Mehrkampfweltmeisterschaft statt.
Mit der Vergabe der Olympischen Winterspiele 1980 an Lake Placid im Oktober 1974, wurde an gleicher Stelle eine Kunsteisbahn errichtet, die im Herbst 1977 fertiggestellt wurde. Wenige Monate später wurde auf der nach dem Sportfunktionär James „Bunny“ Sheffield benannten Bahn die Sprintweltmeisterschaft 1978 ausgetragen.
Während der Olympischen Winterspiele 1980 gewann Eric Heiden insgesamt fünf Goldmedaillen und stellte mit einer Zeit von 14:28,13 Minuten über 10.000 Metern einen Weltrekord auf. Dies war der einzige Weltrekord, der auf der Eisbahn aufgestellt wurde.
Der letzte internationale Wettkampf fand mit der Mehrkampfweltmeisterschaft der Frauen 1989 statt.